# باد زودروده
باد زودروده (به آلمانی: Bad Suderode) یک منطقهٔ مسکونی در آلمان است که در کوئدلیندبورگ واقع شده‌است. باد زودروده  ۱٬۷۳۵ نفر جمعیت دارد.